# Circaea lutetiana
Circaea lutetiana é uma espécie de planta com flor, conhecida como erva-das-feiticeiras ou erva-de-santo-estevão, pertencente à família das Prímulas, a Onagraceae. 
O nome do gênero faz referência à feiticeira Circe, da mitologia grega, enquanto a designação Lutetia é o nome da cidade de Paris em latim. Paris era ocasionalmente referida como "A Cidade das Bruxas".  
Apesar do nome, não é necessariamente tóxica. No entanto, contém altas doses do adstringente tanino. 
A autoridade científica da espécie é L., tendo sido publicada em Species Plantarum 1: 9. 1753.

## Portugal
Trata-se de uma espécie presente no território português, nomeadamente os seguintes táxones infraespecíficos:
- Circaea lutetiana subsp. lutetiana - presente em Portugal Continental. Em termos de naturalidade é nativa da região atrás referida. Não se encontra protegida por legislação portuguesa ou da Comunidade Europeia.